# ستيف أرينغتون
ستيف أرينغتون (بالإنجليزية: Steve Arrington)‏ هو منتج أسطوانات ومغن مؤلف ومغني أمريكي، ولد في 5 مارس 1956.

## وصلات خارجية
- الموقع الرسمي
- ستيف أرينغتون على موقع IMDb (الإنجليزية)
- ستيف أرينغتون على موقع ميوزك برينز (الإنجليزية)
- ستيف أرينغتون على موقع أول ميوزيك (الإنجليزية)
- ستيف أرينغتون على موقع ديسكوغز (الإنجليزية)